# Đới Lạp
Đái Lạp hay Đới Lạp (tiếng Hoa: 戴笠; bính âm: Dài Lì; 1897-1946) là một tướng lĩnh Trung Hoa Dân Quốc đầu thế kỷ 20. Ông là một trong những thủ hạ thân cận nhất và là người đứng đầu hệ thống tình báo quân đội của lãnh tụ Trung Hoa Dân quốc Tưởng Giới Thạch.

## Thời trẻ
Nguyên tên khai sinh của ông là Đới Xuân Phong (戴春風; Đái Xuân Phong), tự Vũ Nông (雨農) sau đổi là Vũ Nùng (雨濃), hiệu Phương Châu (芳洲), biệt danh trong tình báo là Kim Thủy (金水), Thẩm Bái Lâm (沈沛霖) sinh ngày 28 tháng 5 năm 1897 tại Bảo An, Giang Sơn, Chiết Giang, Trung Hoa.
Khi Đới được 4 tuổi, cha ông chết, mẹ ông phải một mình nuôi nấng ông. 6 tuổi, Đới vào một trường tư thục học tập kinh điển Nho học, rồi tốt nghiệp đầu lớp cao học tại trường tiểu học huyện Văn Hỷ. Gia đình ông không có khả năng cho ông đi học đại học, nên dù mới 16 tuổi, Đới phải rời khỏi nhà và tự tìm lấy con đường cho mình.
Không có thu nhập ổn định hay được bảo trợ, ông giành phần lớn khoảng thời gian này cho cờ bạc mưu sinh qua ngày trên đường phố Thượng Hải. Đới được xem là một tay cờ bạc có nghề. Người ta thường thấy ông cờ bạc thâu đêm trong những sòng bạc Thượng Hải, cố gắng kiếm đủ sống từ những ván bạc.
Cũng tại một sòng bạc Thượng Hải mà ông đã gặp bố già Đỗ Nguyệt Thăng, thủ lĩnh Lục hội. Thông qua Đỗ Nguyệt Thăng, ông gặp Tưởng Giới Thạch. Chưa rõ Tưởng và Đới gặp nhau lần đầu khi nào như có khả năng là khoảng năm 1921, khi Đới 24 tuổi và Tưởng 34 tuổi. Nhưng sau đó ông thua hết tiền và phải trở về Bảo An.
Năm 1927, ở tuổi 30, Đới gặp người bạn thời tiểu học là Mao Nhân Phụng và ông này khuyên Đới nộp đơn vào trường Võ bị Hoàng Phố tại Quảng Châu. Khi biết Tưởng là Hiệu trưởng trường, Đới nghe theo lời khuyên, lấy được thư giới thiệu của Đỗ Nguyệt Thăng rồi xuống Quảng Châu. Đới gia nhập Trung đoàn học viên số 1, khóa 6 trường Sĩ quan Lục quân Trung Hoa, còn được biết đến với cái tên trường Võ bị Hoàng Phố. Sau đó ông đổi tên thành Đới Lạp (戴笠; Đái Lạp), trong tiếng Hoa nghĩa là cái khăn che mặt của sát thủ, phản ánh bản chất bí mật của công việc tương lai của ông. Tưởng nhanh chóng giao cho ông làm mật báo viên trong học viện để do thám những hoạt động của phe Cộng sản, và ông cũng có vai trò nhất định trong Sự kiện chiến hạm Trung Sơn.

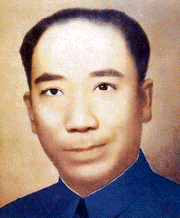
Trung tướng Đới Lạp, người đứng đầu lực lượng cảnh sát mật của Tưởng Giới Thạch

## Vai trò trong Quốc dân đảng
Là chỉ huy lực lượng đặc vụ trong Quân đội Quốc dân đảng Trung Hoa, Đới góp tay phát triển tổ chức tình báo hiện đại đầu tiên của Trung Hoa năm 1928, với tên "Phòng điều tra mật vụ" trực thuộc Tổng hành dinh Quân đội Bắc phạt với mục tiêu giành được một thắng lợi sớm trong chiến tranh để ổn định tình hình Trung Hoa và giảm thiểu thương vong thông qua những tin tức tình báo quân sự và chính trị. Trước khi Chiến tranh Trung – Nhật kết thúc, bộ phận này đã phát triển thành Cục Điều tra Thống kê trực thuộc Ủy ban Quân sự Trung ương Quốc dân đảng, tiền thân của Cục Quân báo dưới quyền Tổng tham mưu trưởng, Bộ Quốc phòng Trung Hoa Dân Quốc tại Đài Loan.
Danh xưng có vẻ bình thường, nhưng Cục Điều tra Thống kê lại ẩn giấu bản chất thực của nó là hoạt động mật vụ, biến Đới trở thành một trong những nhân vật gây tranh cãi, thậm chí gây sợ hãi, nhất Trung Hoa. Cũng do đó mà ông có biệt danh "Himmler của Trung Hoa".
Đới cũng đứng đầu Lam Y xã (Hội Áo xanh), một tổ chức phát xít phụ trách an ninh và tình báo cho Tưởng.
Trong những năm 1930 và 1940, những điệp viên Cục Quân thống đã thâm nhập rất thành công vào các tổ chức Cộng sản Trung Hoa cũng như những tổ chức bù nhìn thân Nhật.
Đới hợp tác với Hoa Kỳ trong Chiến tranh thế giới thứ hai và học thêm nhiều về chiến lược tình báo, lực lượng phản gián của ông lên tới 7 vạn người. Để đáp lại, ông cung cấp bản đồ các vùng duyên hải Nam Trung Hoa, thông tin tình báo về các hoạt động của quân Nhật và nơi trú ẩn cho các máy bay Đồng minh bị rơi.
Sau khi ký kết Hiệp ước SACO năm 1942, Đới được bổ nhiệm chỉ huy các hoạt động tình báo liên kết Trung - Nhật.
Dù tỏ ra né tránh những thú tiêu khiển công cộng và giữ một hình tượng bí ẩn với công chúng, Đới lại thường tổ chức những buổi tiệc tùng hết sức phóng túng.
Đới tử nạn trong một tai nạn máy bay ngày 17 tháng 3 năm 1946. Vụ tai nạn được cho là vẫn còn nhiều bí ẩn bởi những lời đồn đoán là có thể được sắp đặt bởi tay trùm tình báo và an ninh của Đảng Cộng sản Trung Quốc Khang Sinh, dù cũng có tin đồn vụ này được Cơ quan Tình báo chiến lược Hoa Kỳ (OSS) sắp đặt vì chiếc máy bay bị rơi là máy bay Mỹ.